# Konversion (Linguistik)
Der Ausdruck Konversion (auch: Nullableitung, Nullderivation) bezeichnet in der linguistischen Wortbildungslehre einen Wortbildungstyp, bei dem ein Wortstamm oder auch ein flektiertes Wort ohne Veränderung der Form in eine neue Wortart übertragen wird („Wortartwechsel ohne Wortbildungselemente“).

## Morphologische Konversion
Substantiv ↔ Verb
Öl – öl{en}
Verb ↔ Substantiv
treff{en} – (der) Treff
Adjektiv ↔ Verb
locker – locker{n}
Substantiv ↔ Adjektiv
(der) Ernst – ernst
Adjektiv ↔ Substantiv
rot – (das) Rot
französisch – (das) Französisch
Wenn der Wortartwechsel des Stammes ohne weitere Änderung der Form erfolgt, sprechen manche Autoren auch von morphologischer Konversion oder paradigmatischer Umsetzung. Es wird dabei ein striktes Einfachheitskriterium angenommen: morphologische Konversion ist auf einfache Basen beschränkt, d. h., als Basis kommen nur Stämme infrage, die kein Ableitungsaffix (wie z. B. -ung, -heit, -keit usw.) aufweisen. 
Die Ableitungsrichtung (Input und Output der Konversion) wird in der obigen Tabelle offen gelassen (gekennzeichnet durch den Doppelpfeil). Oft wird jedoch auch explizit eine Ableitungsrichtung postuliert. So könnte der Verbstamm öl aus dem Substantiv Öl abgeleitet sein, weil die Bedeutung von Öl im Verb enthalten ist: ölen bedeutet 'mit Öl versehen'. Ähnlich für locker – lockern, denn das Verb bedeutet 'locker machen'. In manchen morphologischen Theorien wird für die Konversion ein Nullsuffix, also ein Suffix ohne Lautform, oder ein leerer Kopf in der morphologischen Struktur angenommen.

## Syntaktische Konversion
Verb im Infinitiv → Substantiv
leben – (das) Leben
Adjektiv → Substantiv
gut – (der / die / das) Gute (schwach), ein Guter / eine Gute / ein Gutes (stark)
besser – (der / die / das) Bessere (schwach), ein Besserer / eine Bessere / ein Besseres (stark)
(am) besten – (der / die / das) Beste (schwach), ein Bester / eine Beste / ein Bestes (stark)
Verb im Partizip I → Substantiv
entscheidend – (der / die / das) Entscheidende
Verb im Partizip II → Adjektiv
gestrichen – gestrichen
Wenn ein flektiertes Wort die Wortart wechselt, ordnen dies manche Autoren nicht der Morphologie, sondern der Syntax zu. Entsprechend wird dies dann auch als syntaktische Konversion bezeichnet.
Die Partizipien können im Deutschen allgemein als spezieller Fall der Adjektive behandelt werden, damit wäre das letzte Beispiel keine Konversion.
Da Substantive im Deutschen normalerweise nicht gesteigert werden können und das Genus nur durch zusätzliche Morpheme, häufig das Suffix {-in}, ändern können, ist die Behandlung der entsprechenden Konversionen als Wortbildungsprodukt problematisch, und obwohl sie eine weitgehend unabhängige Bedeutung annehmen können, bleibt die transparente unidirektionale Ableitung des Substantivs vom Adjektiv stets möglich. Analoges gilt für die Substantivierung der Verben ohne Endmorph {-ung}. Beide Varianten sind also anders als die meisten morphologischen Konversionen synchron produktiv.
Eisenberg identifiziert entsprechend bei der syntaktischen Konversion das Prinzip „Endstation Hauptwort“: Verben und Adjektive können als Nomen verwendet werden (z. B. fahren → das Fahren, gut → (der/die/das) Gute), Verben können über das Partizip als Adjektive und damit auch wieder als Substantive verwendet werden (erwählen → erwählt → (der/die/das) Erwählte); andere Verwendungsmöglichkeiten kommen hingegen nicht vor.

## Weitergefasste Konversion – Implizite Ableitung
werf{en} – Wurf
flieg{en} – Flug
Saum –säum{en}
Manche Autoren definieren Konversion weniger restriktiv als Wortartwechsel eines Stamms ohne Zuhilfenahme eines Affixes. Entsprechend werden zusätzlich zu den obigen Fällen auch Wortartwechsel mit einer Änderung des Stammvokals als Konversionen angesehen. Andere Autoren bezeichnen diese Fälle hingegen als implizite Ableitung.